# Nadežda Petrović

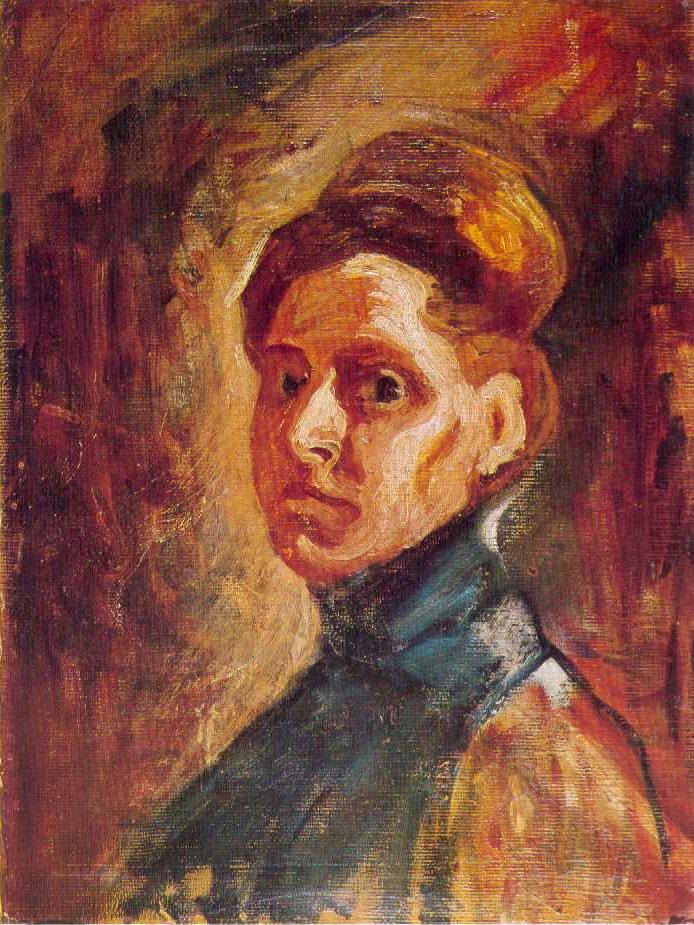
Zelfportret, 1907

Nadežda Petrović (Servisch: Надежда Петровић) (Čačak, 12 oktober 1873 - Valjevo, 3 april 1915) was een Servisch kunstschilderes. Haar werk wordt gerekend tot zowel het impressionisme, het expressionisme als het fauvisme.

## Leven en werk
Petrović verhuisde met haar familie in 1884 naar Belgrado, waar ze in 1891 een hogere vrouwenopleiding afsloot. Van 1892 tot 1898 volgde ze er teken- en schilderstudies, onder andere bij Cyril Kutlika.

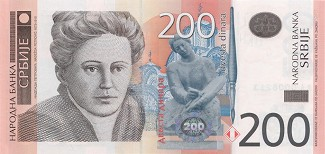
Petrović op het 200-dinarbiljet

Tussen 1898 en 1900 studeerde Petrović te München aan de particuliere school van Azbé en vervolgens bij Julius Exter, die haar stijl sterk zou beïnvloeden. Tussen 1901 en 1912 exposeerde ze in diverse Europese landen, onder andere in Parijs, Ljubljana, Zagreb en Rome. In 1904 was ze betrokken bij de eerste Zuid-Slavische tentoonstelling in Belgrado en in 1906 bij de eerste expositie van de kunstenaarsvereniging ‘Lada’. In 1905 startte ze voor korte tijd een kunstenaarskolonie in Sićevo. Later werd ze lid van de vereniging ‘Medulic’.
Petrović schilderde vooral kleurrijke landschappen, in grote vlakken, met brede verfstreken, vaak met rood en groen als complementair-kleuren. Haar stijl houdt een beetje het midden tussen het impressionisme en het expressionisme, dat laatste in de zin dat haar werk bijna altijd een weerspiegeling is van haar gemoedstoestand.
Tussen 1910 en 1912 verbleef Petrović in Parijs en schilderde stadsgezichten, beïnvloed door de fauvisten. Vervolgens was ze actief als verpleegster in de Balkanoorlog en de Eerste Wereldoorlog. Daar liep ze tyfus op en overleed in 1915, op 41-jarige leeftijd. In 1973 vond een grote retrospectieve tentoonstelling plaats in Belgrado.
Het portret van Petrović siert het Servische bankbiljet van 200 dinar.

## Portretten

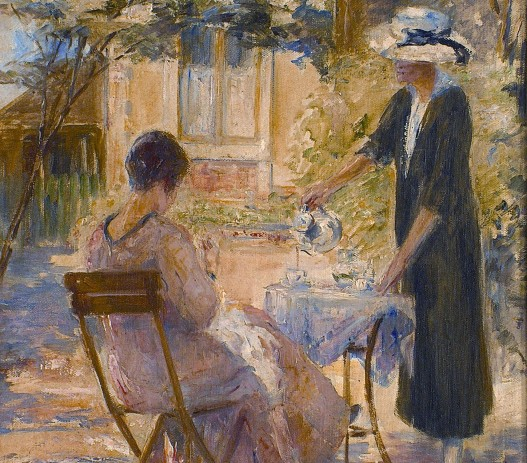
Letnji Dan
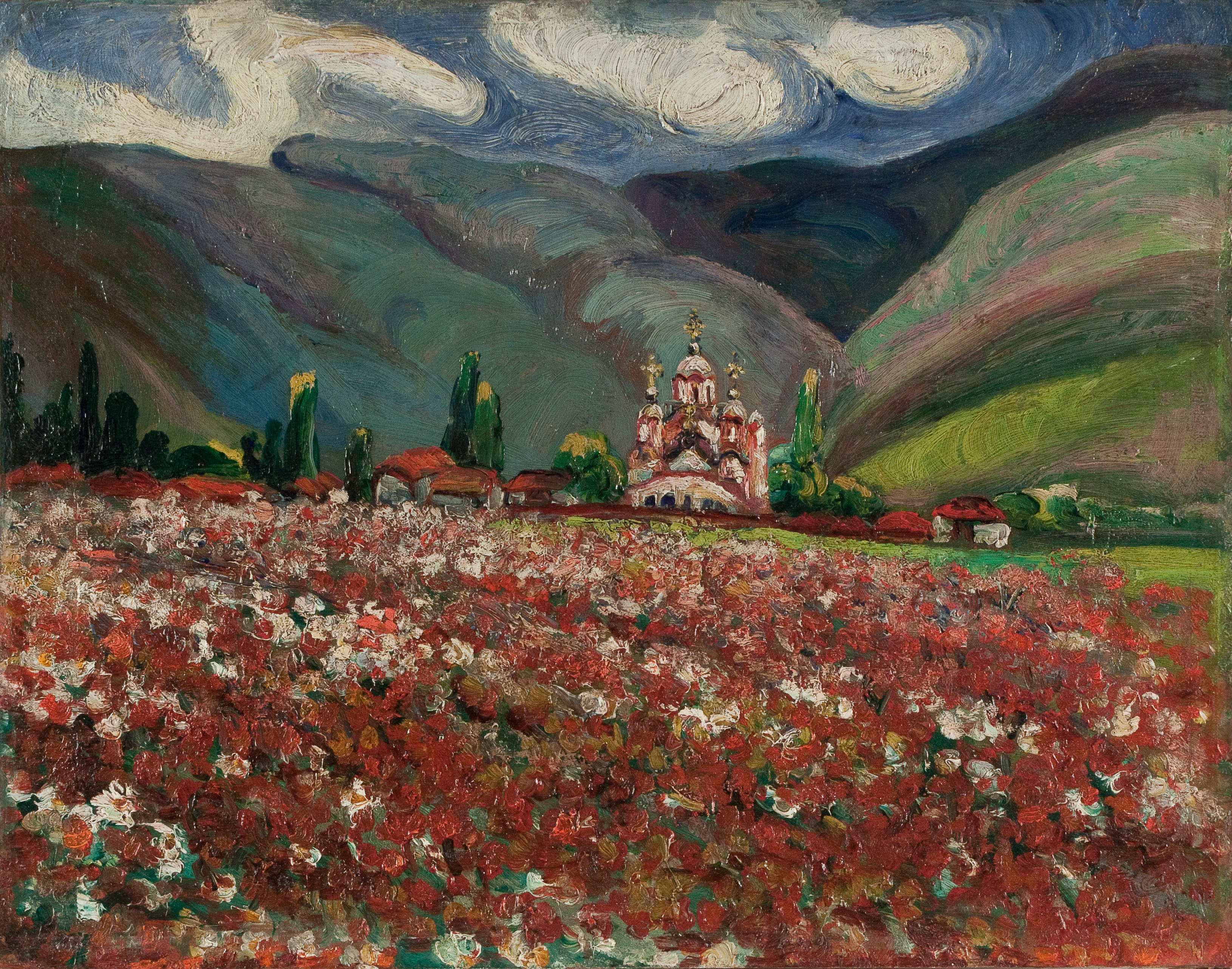
Kosovski božuri
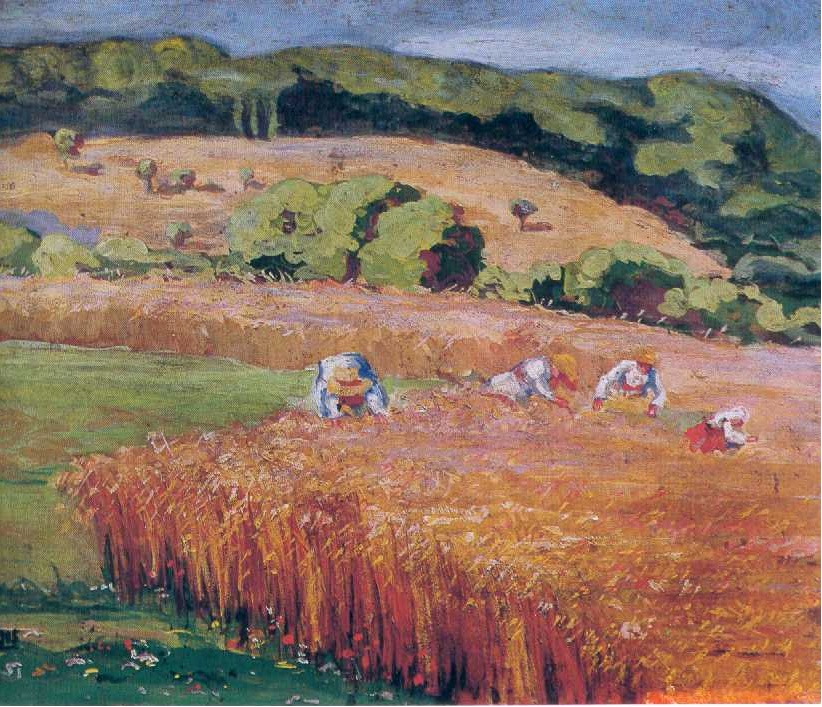
La Moisson
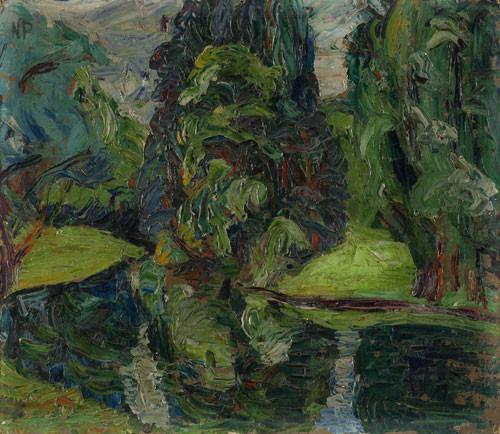
U šumi
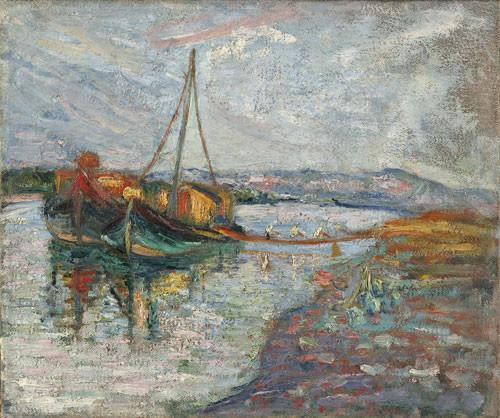
Boten op de Sava
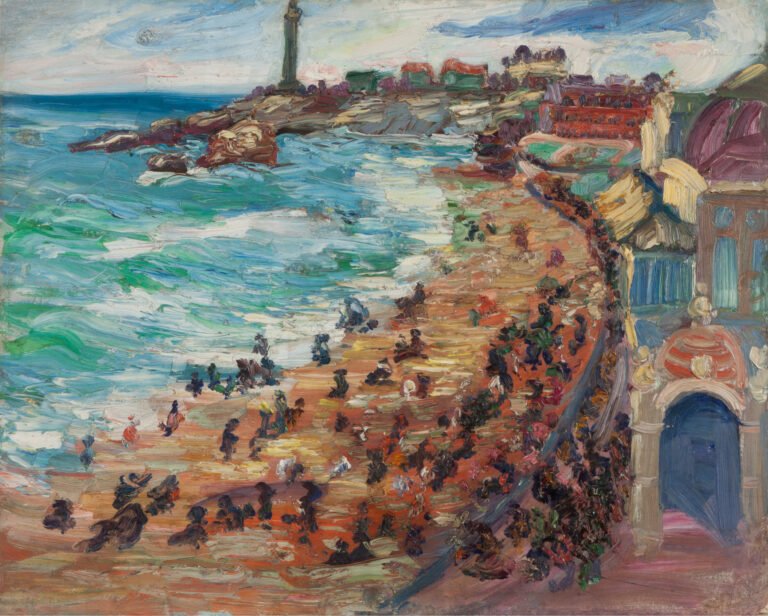
In bretanji
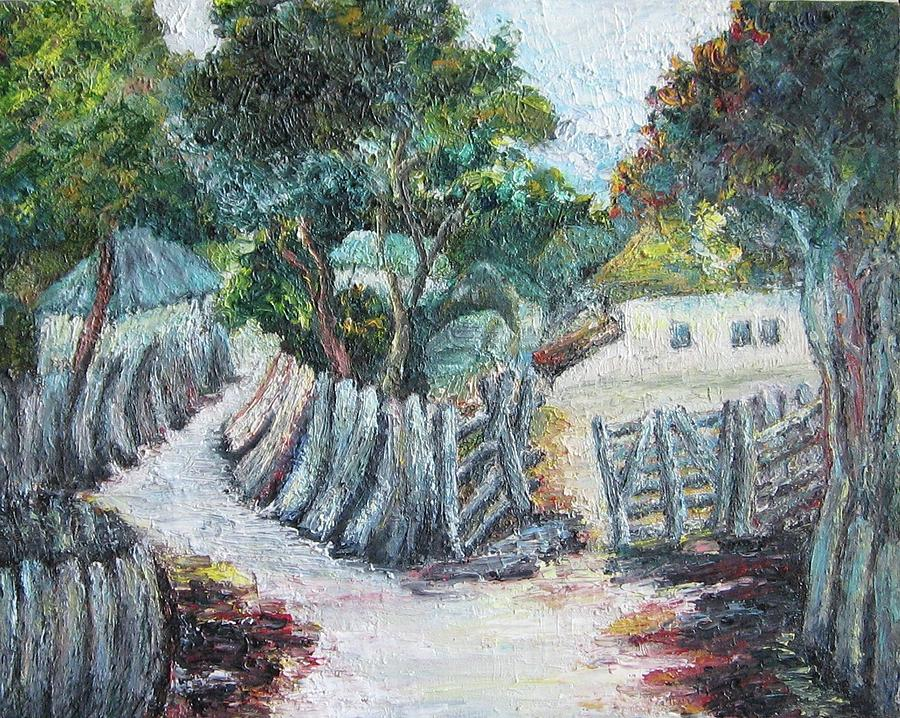
Zoran-markovik
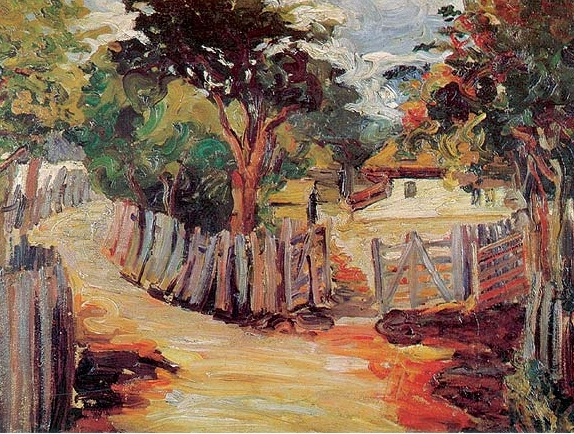
Velikafa
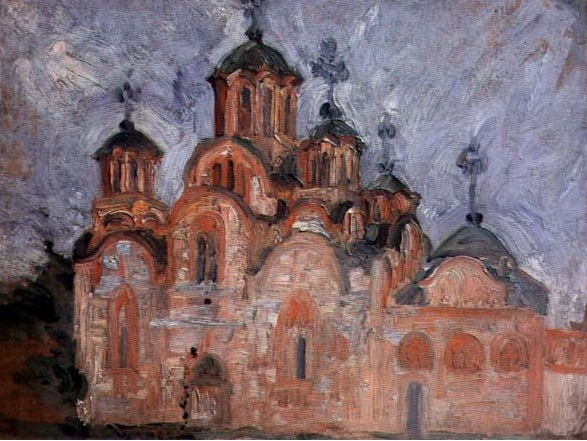
Gracanica
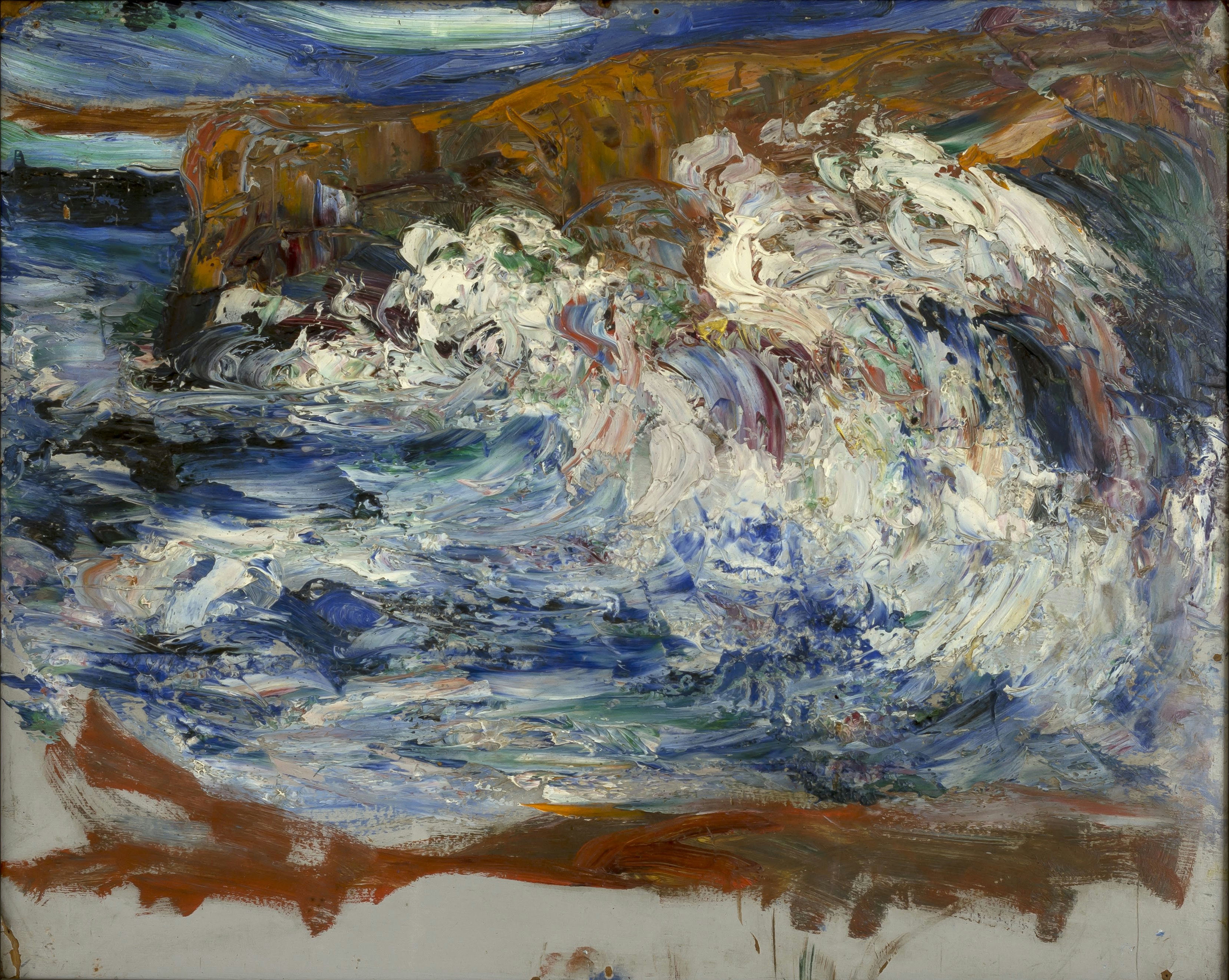
More